# Film propagandistico
Per film propagandistico si intende un'opera cinematografica il cui scopo è quello di avvalersi della potenza del mezzo visivo per colpire l'immaginazione degli spettatori e convincerli ad appoggiare una determinata tesi, ad esempio nel campo politico o religioso.
È significativo notare come l'uso del cinema, primo effettivo mezzo di comunicazione di massa, affermatosi agli inizi del XX secolo, è avvenuto inizialmente in quei paesi in cui i regimi totalitari al governo avevano il completo controllo dei mezzi di comunicazione. Anche i sistemi democratici, hanno utilizzato il cinema di propaganda, in particolare durante i tempi di guerra. Questa tecnica di convincimento si è avvalsa in tempi relativamente più recenti anche della televisione.

## L'epoca del muto (1895-1922)
Nel cinema delle origini i film di propaganda sono filmati di tipo documentaristico che tendono a qualificare personalità pubbliche e le loro azioni. Tra i più antichi i filmati ripropongono papi, imperatori e regnanti a parate pubbliche. Durante la prima guerra mondiale per motivazioni strategiche gli eserciti si guardarono bene dal creare filmati che potessero poi cadere in mani nemiche. Nel cinema italiano si segnala un film comico-patriottico intitolato Maciste alpino (1916), che racconta le avventure belliche sopra le righe, senza mai calcare la mano sulla violenza effettiva della guerra.
Durante i primi anni del Fascismo, il Duce diede importanza alla leva del cinema come mezzo di comunicazione di massa. Il grido dell'aquila (1923) fu uno dei primi film di "fiction" dedicati all'argomento della marcia su Roma.

## Dagli anni venti alla seconda guerra mondiale (1923-1945)

### Unione Sovietica
In Unione Sovietica dopo la rivoluzione bolscevica e l'abbattimento del regime dello zar, il cinema si sviluppa in un contesto completamente slegato dalle logiche del mercato. Il cinema delle "avanguardie" è sperimentale e innovativo nella forma, ma spudoratamente propagandistico nei contenuti. Scuole come quelle di Ejzenstejn, Pudovkin e Vertov teorizzano sì nuovi modi di fare cinema, ma allo stesso tempo celebrano senza riserve il radicale rinnovamento della rivoluzione e contribuiscono alla costruzione del nuovo "paradiso socialista". Negli anni venti nascono capolavori di propaganda come i film La corazzata Potemkin (1925) e Ottobre (1927) di Ejzenstejn o La madre di Vsevolod Illarionovič Pudovkin (1926).
Gli anni trenta vedono affermarsi nel cinema russo il realismo socialista e, con il consolidarsi del regime staliniano, la possibilità di sperimentare viene progressivamente a mancare e lo stile si uniforma ai dettami propri del realismo socialista. La propaganda, abbandonati i temi ingenuamente ottimisti degli anni venti, si concentra nell'esaltare la figura di Stalin e le conquiste industriali e sociali della patria socialista. Di questi anni sono i film, sempre di Ejzenstejn, Aleksandr Nevskij e Ivan il terribile.

### Stati Uniti
Gli Stati Uniti nello stesso periodo scatenano Hollywood a fini di propaganda. I più importanti registi - Frank Capra e John Ford in primis - sfornano film a favore dell'entrata in guerra della potenza: in ballo c'è la libertà dell'Europa e non solo. Il presidente Roosevelt istituisce l'OWI (Office of War Information), per vigilare le produzioni cinematografiche. Tra i film statunitensi di propaganda nati tra il 1940 e il 1945 si possono annoverare alcuni dei più bei film di guerra: Prigionieri dell'oceano di Alfred Hitchcock, Arcipelago in fiamme di Howard Hawks, Obiettivo Burma! di Raoul Walsh e I forzati della gloria di William A. Wellman.

### Germania nazista
Il cinema è stato un punto culminante per la propaganda nazista e fascista. I cinegiornali programmati obbligatoriamente prima di ogni proiezione erano i maggiori strumenti di propaganda dei due regimi. Il cinema tedesco, sotto la supervisione diretta del ministero della propaganda, guidato da Goebbels, produsse molte pellicole di propaganda diretta, fino ad arrivare, nel pieno della seconda guerra mondiale, a film come Süss l'ebreo o al documentario scientifico L'ebreo errante, che incitavano apertamente all'odio razziale contro gli ebrei. 
La tematica più ricorrente della propaganda nazista era il mito bellico e l'elogio al patriottismo. Il caso più eclatante - con contenuti estetici molto alti - di film propagandistico è rappresentato dall'opera di Leni Riefenstahl (fino ad allora attrice e regista di film "di montagna"). L'acme della sua opera, o perlomeno il risultato più celebre, è Olympia, il film sulle Olimpiadi di Berlino del 1936. È però ne Il trionfo della volontà (1934), un film documentario sul congresso di Norimberga ad un anno dalla presa del potere, che la Riefenstahl crea una vera e propria estetica del nazismo, con l'esaltazione della figura del Führer ottenuta con mezzi prettamente cinematografici (come inquadratura e montaggio).

### Italia fascista
I film italiani coniugarono la propaganda diretta con un cinema d'evasione, con l'obiettivo di mostrare un'Italia felice e spensierata. Mussolini puntò molto su questa forma d'arte per sostenere il regime, e già nel 1924 nacque l'Istituto Luce, nel 1932 la Mostra del Cinema di Venezia e nel 1936 gli studi di Cinecittà. Quasi tutti i maggiori registi si cimentarono con i film di propaganda, da Alessandro Blasetti a Carmine Gallone e Roberto Rossellini fino ad Alberto Lattuada.
Dei 772 film prodotti in Italia tra il 1930 e il 1943, all'incirca un centinaio sono classificabili come film di propaganda diretta o indiretta.

## Dal 1946 al 2005
In Italia, come nei paesi europei occidentali, la propaganda ebbe sempre meno presa e senso. Le nascenti democrazie si imposero di lasciare questo mezzo al passato, tendendo comunque a delegare al documentario gli aspetti di informazione e persuasione. Fino al 1989 nel cinema sovietico permasero forti accenti di propaganda e di controllo sul lavoro dei cineasti.
Un paese che fa un uso massiccio di propaganda patriottica è rappresentato dagli Stati Uniti, benché l'aspetto sia mitigato dall'azione (sono film di fantascienza, spionaggio, horror, pugilato...). In questo senso, una recrudescenza dell'utilizzo della propaganda è avvenuto dopo gli attentati dell'11 settembre 2001.